# Trigoniocardia antillarum
Trigoniocardia antillarum är en musselart som först beskrevs av d'Orbigny 1842.  Trigoniocardia antillarum ingår i släktet Trigoniocardia och familjen hjärtmusslor. Inga underarter finns listade i Catalogue of Life.